# Monty Brown
Pour l’article homonyme, voir Brown.
Montaque Nasir « Monty » Brown né le 13 avril 1970 est un catcheur professionnel américain, ainsi qu'un ancien linebacker de la NFL. Il a travaillé à la Total Nonstop Action Wrestling et à la World Wrestling Entertainment dans la division ECW.

## Jeunesse et carrière en National Football League
Brown étudie à l'université d'État Ferris où il fait partie de l'équipe de football américain. Il fait alors partie des meilleurs joueurs universitaire du pays et fait partie des équipes type Academic All-American et first-team All-American. Il est 5e du Harlon Hill Trophy qui récompense le meilleur joueur de deuxième division universitaire.
Début mai 1993, les Bills de Buffalo l'engage comme agent libre. Au cours de sa première saison, les Bills perdent le Super Bowl XXVIII face aux Cowboys de Dallas.

## Carrière

### Total Nonstop Action Wrestling (2002-2006)
Il a fait partie de Planet Jarrett avec Jeff Jarrett, Rhyno et The Outlaw.

### World Wrestling Entertainment (2006-2007)
Il a formé une équipe avec The Sandman. Lors de Wrestlemania 23, lui, Elijah Burke et Matt Striker perdent contre les ECW originals, composée de Tommy Dreamer, Sabu, Sandman et RVD
Le 9 mai 2007, il dispute un combat contre CM Punk, match qu'il gagne.
Le 22 mai 2007, lui et Elijah Burke gagnent contre CM Punk et RVD.

## Palmarès
- Juggalo Championship Wrestling
  - 1 fois JCW Heavyweight Champion
- Prime Time Wrestling
  - 1 fois PTW Heavyweight Champion
  - Elite 8 Tournament (2005)